# Gamal Abdel Nasser

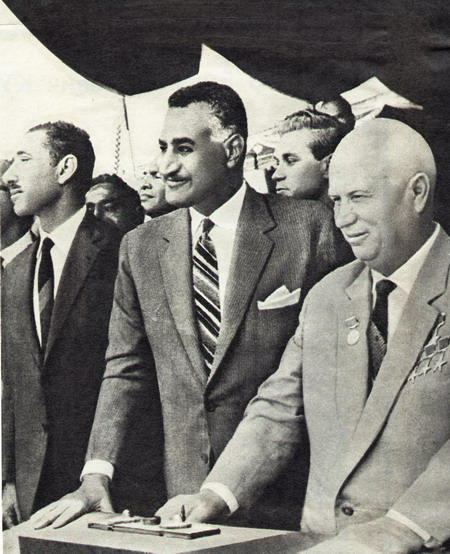
Nasser amb Nikita Khrusxov.

Jamal Abd-an-Nàssir (àrab: جمال عبد الناصر, Jamāl ʿAbd an-Nāṣir), també transliterat Jamal Abd al-Naser o sovint, segons la pronunciació egípcia, Gamal Abdel Nasser, i més conegut simplement com a Nasser (Alexandria, Soldanat d'Egipte, 15 de gener de 1918 – el Caire, Egipte, 28 de setembre de 1970) fou cap d'estat d'Egipte entre 1954 i l'any de la seva mort. El seu govern es va caracteritzar per ser de caràcter socialista (va mantenir millors relacions amb el bloc de l'URSS que no pas amb el món occidental), reformista (va contribuir a la modernització del canal de Suez i la construcció de la resclosa d'Assuan), nacionalista-independentista i anticolonialista. També la ideologia panarabista, anomenada nasserisme en el seu honor, va guanyar molts seguidors entre el món àrab en els anys 50 i 60, i encara avui dia hom el considera un símbol de dignitat i llibertat àrabs.

## Primers anys

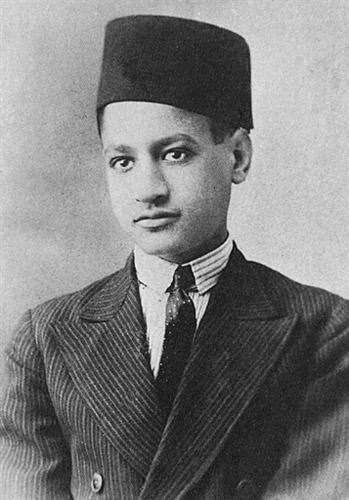
L'infant Nasser

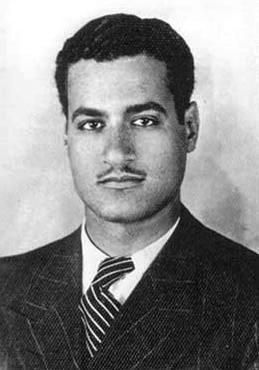
Nasser al final dels estudis el 1937

Gamal Abdel Nasser va néixer el 15 de gener de 1918 a la ciutat egípcia d'Alexandria, fill d'un treballador de correus. Es va interessar per la política ben aviat, als onze anys, quan encara estudiava a l'escola de secundària Ras el Tin d'Alexandria. Als setze fou empresonat per la seva participació en els aldarulls que van seguir a una (la seva primera) manifestació, promoguda per un grup independentista egipci (El Fatat, o en francès Jeune Égypte), al qual acabaria integrant-se.
El compromís polític de Nasser va durar tota la seva etapa escolar, i constituí una part molt important de la seva vida, deixant de banda altres afers. Fou elegit president d'un comitè d'estudiants de l'escola de secundària del Caire per al període 1935-1936, el qual comitè prestava especial atenció a la reforma política egípcia. El març de 1937 fou admès a l'Acadèmia Militar Egípcia, i va haver d'abandonar temporalment les seves activitats polítiques per tal de centrar-se en els estudis militars per esdevenir oficial.

## Segona Guerra Mundial
El 1939, poc després de graduar-se i llicenciar-se a l'exèrcit, Nasser i un amic seu es van allistar com a voluntaris per tal de prestar servei al Sudan, on van arribar poc temps després d'esclatar la Segona Guerra Mundial. En el transcurs de la guerra, Nasser i Anwar Sadat, un altre amic i aliat polític, van establir contactes amb agents de les potències de l'Eix, en concret amb els italians, i van planejar un cop per fer-lo coincidir amb una ofensiva italiana que faria fora les forces britàniques d'Egipte; això no obstant, els plans mai es van portar a terme. Nasser també va començar a formar un grup de joves oficials amb fort sentiment nacionalista els quals donarien suport a una revolució. Cap a la fi de la guerra, sense experiència en el combat i sense haver estat emplaçat al camp de batalla, va aconseguir una plaça d'instructor a l'Acadèmia Militar del Caire. Els següents anys, Nasser va treballar per tal d'organitzar el seu grup d'oficials i per reclutar nous membres. El grup es va anomenar "Moviment d'Oficials Lliures per la llibertat i la restauració de la dignitat del país".

## La revolució
El 1952 Egipte albergava tots els ingredients per tal que esclatés una revolució. Nasser i els Oficials Lliures van aprofitar el moment per a fer un cop d'estat el 23 de juliol d'aquell mateix any. Arribada la nit, van prendre el control dels edificis governamentals, de les estacions de ràdio, de les comissaries, i dels quarters militars del Caire. El cop va instal·lar com a president al general Muhammad Naguib, un heroi de la guerra araboisraeliana de 1948. Un moviment estratègicament encertat fou el d'assegurar a la Gran Bretanya que respectaria els ciutadans i les propietats britàniques a tot Egipte; d'aquesta forma, s'aigualia la possibilitat d'una intervenció exterior per fer front al cop. També van mostrar-se respectuosos amb els estatunidencs, i també van haver de permetre al destronat rei Faruk I i la seva família d'abandonar Egipte sa i estalvi i amb honor.
Un cop assumit el poder, Nasser i els Oficials Lliures no volien assumir les tasques administratives rutinàries del govern egipci. Per això, van passar el poder a Alí Maher, un polític de confiança des de feia molt de temps, a qui van nomenar primer ministre. També van formar el Consell Revolucionari d'Autoritats, que va constituir el veritable poder a Egipte, i comptava amb Neguib com a president i Nasser com a sotspresident. El Consell actuava de centre ideològic de molta infuència; així, les discrepàncies de Maher en les reformes agràries proposades pel Consell, el van portar a la dimissió el 7 de setembre de 1952; va ser llavors quan Neguib va assumir tot el lideratge com a primer ministre.

## Conflicte amb Naguib
En juny de 1953, en plena reforma agrària, Muhammad Naguib va anunciar l'abolició oficial de la monarquia egípcia, i es va autoproclamar President de la República d'Egipte. Un cop establerta la República, Naguib i Nasser van començar a entrar en conflicte. Aquestes disputes van culminar amb la dimissió de Naguib el 23 de febrer de 1954 com a president i com a primer ministre. El Consell Revolucionari d'Autoritats va designar llavors a Nasser com a primer ministre, sense nomenar cap president. Al cap de poc, el Consell va ordenar l'arrest domiciliari de Naguib, amb l'esperança d'evitar el seu retorn al poder.
L'extralimitació del Consell pel seu comportament vers Naguib, feu que sorgissin nombroses protestes ciutadanes en favor del seu restabliment. Davant d'aquestes manifestacions, un grup important del Consell va demanar a Nasser la tornada de Neguib a la presidència i la immediata celebració de comicis per tal d'escollir president i primer ministre; i així tingué lloc. La presidència fou reassumida per Naguib, i Nasser es va veure forçat a dimitir del seu càrrec de primer ministre.
El poc temps de què disposava Nasser com a primer ministre el va aprofitar per a purgar de l'exèrcit els elements pro-Naguib, i durant els vuit mesos següents va anar desplaçant del poder a Naguib de forma progressiva. Finalment, l'octubre de 1954, Nasser feu fora a Neguib i es va autoestablir cap militar d'Egipte. Aquell mateix mes va patir un intent d'assassinat, en ser disparat per un franctirador del grup Germans Musulmans.

## Crisi de Suez
Al cap de poc de l'assumpció del poder, Nasser va signar un acord amb el Regne Unit segons el qual s'hauria de retirar tot el personal militar uniformat britànic de la zona del Canal de Suez, tot i que es va permetre temporalment un petit destacament civil. Aquest acord va acabar donant a Egipte la independència, i així van alleugerir-se les tensions entre ambdós estats.
Amb l'acord, els britànics i els estatunidencs aportaren un ajut d'uns 40 milions de dòlars per al desenvolupament econòmic. L'any següent, el 1955, Nasser va rebre la promesa de 56 milions de dòlars més per finançar la construcció de la gran resclosa d'Assuan, obra que va començar a planificar-se poc després de l'inici de la revolució dels anys anteriors. L'esmentada resclosa crearia el llac artifical més gran construït fins llavors, i generaria energia elèctrica suficient per abastir gran part d'Egipte, i proveiria d'aigua per regar, i controlaria les inundacions del Nil. Però el setembre de 1955 Nasser va commocionar els països occidentals en signar un tractat d'armament amb la Txecoslovàquia del Bloc Oriental. Per això, el juliol de 1956, el Bloc Occidental va retirar les ofertes de finançament de la resclosa, i van forçar Nasser a cercar fonts de finançament alternatives, com la nacionalització del Canal de Suez. Amb la nacionalització del Canal la commoció fou encara superior, i tot i així, Nasser no crèia que provoqués cap intervenció militar exterior. Finalment, l'octubre de 1956 el Consell de Seguretat de les Nacions Unides va adoptar una resolució segons la qual es reconeixia el dret d'Egipte a controlar el Canal, sempre que permetés el pas als vaixells estrangers. La resolució refermà la creença de Nasser de la poca probabilitat d'intervencions militars occidentals.
Però el 29 d'octubre d'aquell 1956 les forces militars israelianes van envair la península del Sinaí, i dos dies més tard van introduir-se, junt amb forces britàniques i franceses, a la zona del canal. El president estatunidenc Eisenhower va urgir a les 3 nacions a desocupar la zona, i el 5 de novembre també la Unió Soviètica (en forma d'ultimàtum). Les forces militars ocupants van retirar-se gradualment, i l'anomenada crisi de Suez va tocar a la fi.

## Relacions amb la Unió Soviètica
Al final de la crisi, Egipte fou alliberada de totes les pressions imperialistes occidentals. Aleshores va començar un apropament cap a la Unió Soviètica, que es traduí en un terç del finançament de la resclosa d'Assuan. La construcció de la presa va començar l'1 de gener de 1960, i va finalitzar el 1970. Tal com estava previst, es va formar un gran llac, el llac Nasser, i es va poder obtenir energia elèctrica (uns 2.1 gigavats).
Després de la nacionalització de Suez, i amb el suport soviètic, Nasser inicià un acostament al model econòmic socialista. Així, nacionalitzà nombroses empreses de propietat britànica o francesa, reduí el poder de les classes aristocràtiques i terratinents egípcies, introduí mesures modernitzadores i laicitzants favorables a la primacia de les corts civils sobre les religioses i en favor de drets per a les dones, fet que li generà forta animadversió entre els fonamentalistes religiosos. Nasser malgrat ser creient musulmà, considerà els fonamentalistes com a "sabotejadors retrògrads que cercaven tornar al vell ordre". El 1962 una mica més de la meitat (51%) de les empreses egípcies eren propietat de l'estat.
L'apropament a l'URSS li feu valer el títol d'Heroi de la Unió Soviètica (sent la primera vegada que s'atorgava a un ciutadà no soviètic) l'Ordre de Lenin i l'Estel d'Or Soviètic en una visita de Nikita Khrusxov a Egipte entre el 9 i el 26 de maig de 1964.

## Nasser, líder àrab

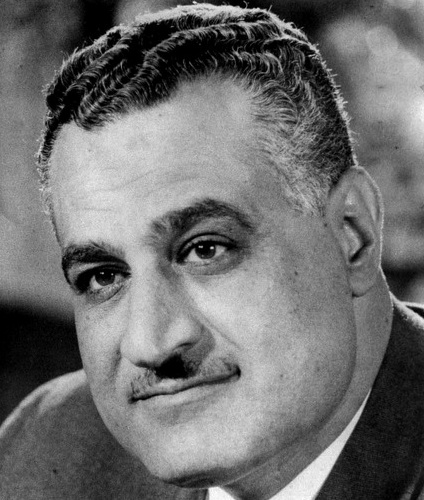
Nasser

Nasser impulsà el panarabisme, i es posicionà al costat de Tito i Nehru amb el moviment dels països no alineats. El seu panarabisme va inspirar els nacionalistes de tot el món àrab, i va arribar a convertir-lo en un figura preponderant del món àrab. Cercava la unió dels països àrabs, en contraposició amb els països occidentals imperialistes i colonialistes, així Nasser donà suport als moviments anticolonials d'Algèria i Tunis.
El 1958 els militars egipcis i sirians van demandar al president Nasser la fusió d'ambdós països, que es va traduir en la República Àrab Unida. Però ben aviat (1961) la unió es dissol després del cop militar a Síria. Nasser també va representar un paper molt destacable en representació del tercer món, com a alternativa als imperants blocs occidental i soviètic. Fou el principal interlocutor a la conferència de Bandung de 1955, i s'hi presentà com un dels líders dels països resultants de la descolonització.

## Darrers anys
En darrers anys de Nasser van estar marcats per la guerra dels sis dies contra Israel. La guerra dels sis dies tingué lloc del 5 a 10 de juny de 1967. Egipte desplegà forces al Sinaí davant l'amenaça d'un atac israelià, i vetà el pas a certs vaixells pel canal de Suez, bloqueja l'estret de Tiran (via d'abastiment d'Israel), Israel considerà que el bloqueig era un casus belli i atacà bases aèries i diverses localitats egípcies, desactivant tota la força aèria egípcia, en sis dies Israel envaí el Sinaí, Gaza, Jerusalem i Cisjordània. Els Estats Units d'Amèrica i el Regne Unit donaren suport a Israel, Síria i Jordània a Egipte.
La derrota àrab suposà un afebliment del paper i preponderància regional de Nasser, en benefici d'Aràbia Saudita, que comptava amb suport estatunidenc. Tot i que en un primer moment va arribar a dimitir, el suport popular massiu feu que hagués de reincorporar-se com a president, lloc que ocupà fins a la seva mort.
Finalment, el 28 de setembre de 1970, i malalt d'hemocromatosi, Nasser mor d'un atac cardíac deixant una dona i cinc fills. El succeí en el càrrec de president Anwar Sadat que trencà relacions amb l'URSS i inicià un acostament als Estats Units.